# Alessandro Lustig Piacezzi
Alessandro Lustig Piacezzi (Trieste, 5 maggio 1857 – Marina di Pietrasanta, 23 settembre 1937) è stato un medico e anatomista italiano patologo generale di fama mondiale, nominato senatore del Regno nel 1911.

## Biografia
Nato a Trieste, fu professore di patologia generale all'Istituto di Studi Superiori Pratici e di Perfezionamento di Firenze, dove ebbe fra i suoi allievi Giuseppe Levi e Pietro Rondoni. Diede numerosi contributi scientifici, sia dirigendo campagne di igiene, sia effettuando ricerche scientifiche rivolte soprattutto allo studio delle malattie infettive, quali studi istopatologici sulla tubercolosi miliare (nelle cui lesioni dimostrò la presenza del micobatterio di Koch) e il colera asiatico. Fece tuttavia anche studi di istologia, per esempio sull'istologia del plesso celiaco.
Massone, non si sa dove e quando sia stato iniziato, ma il 9 novembre 1905 venne regolarizzato Maestro nella Loggia Universo di Roma, appartenente al Grande Oriente d'Italia.

## Opere
- Alessandro Lustig, Trattato di patologia generale. Milano, Società Editrice Libraria, Iª ediz., 1901 (Alessandro Lustig, Guido Guerrini, Gino Galeotti, Trattato di patologia generale, IXª edizione completamente riveduta, Milano, Società editrice libraria, 1938)
- Alessandro Lustig, Giulio Alessandrini, et al., Malattie infettive dell'uomo e degli animali: trattato pratico di parassitologia ad uso dei medici e veterinari. Iª ed., Milano, F. Vallardi, 1913 (IIª ed. completamente rifatta ed ampliata, 1923)
- Alessandro Lustig, Gli effetti dei gas asfissianti e lagrimogeni studiati durante la guerra (1916-1918): provvedimenti e cura. Roma, Stab. poligrafico per l'amministrazione della guerra, 1921
- Alessandro Lustig, A proposito della profilassi nella tubercolosi. Ricordo storico dedicato alla Lega Nazionale Contro la tubercolosi. Firenze, Società Tipografica Fiorentina, 1899
- Alessandro Lustig, Guida pratica alla diagnosi e cura delle Infezioni ed Infestazioni endemiche ed esotiche. Milano, Società Editrice Libraria, 1936